# بنی صنعان (یمن)
 بنی صنعان  به عربی ( بنی صَنعان )، روستایی است در دهستان الطور از توابع استان حَجّه در کشور یمن در شبه جزیره عربستان.

## جمعیت
جمعیت آن (۷۰ ) نفر (۷ خانوار) می‌باشد.